# 許天相
許天相（1942年6月—），梨園戲演員，工丑行、末行，中國國家級非物質文化遺產梨園戲項目代表性傳承人，國家2級演員（副高級職稱），福建省梨園戲實驗劇團退休藝員。
1956年考入梨园戏演员培训班后，先后师承梨园戏老艺人蔡尤本、姚苏秦、李清河、许茂才、施教恩等，代表作有《李亚仙》《胭脂记》《事久弄》《枫林晚》等。他和學生曾靜萍（國家1級演員，中國戲劇梅花獎2度獲得者）是梨園戲僅有的2位國家級代表性傳承人。